# Welterbe in Australien

Zum Welterbe in Australien gehören (Stand 2025) 21 UNESCO-Welterbestätten, darunter fünf Stätten des Weltkulturerbes, zwölf Stätten des Weltnaturerbes und vier gemischte Kultur- und Naturerbestätten. Australien hat die Welterbekonvention 1974 ratifiziert, die erste Welterbestätte wurde 1981 in die Welterbeliste aufgenommen. Die bislang letzte Welterbestätte wurde 2025 eingetragen.

## Welterbestätten
Die folgende Tabelle listet die UNESCO-Welterbestätten in Australien in chronologischer Reihenfolge nach dem Jahr ihrer Aufnahme in die Welterbeliste (K – Kulturerbe, N – Naturerbe, K/N – gemischt, (G) – auf der Liste des gefährdeten Welterbes).
| Bild                                                                      | Bezeichnung                                                                      | Jahr | Typ | Ref. | Beschreibung |
| ------------------------------------------------------------------------- | -------------------------------------------------------------------------------- | ---- | --- | ---- | --- |
| (weitere Bilder)                                                          | Nationalpark Kakadu (Lage)                                                       | 1981 | K/N | 147  | Nationalpark 171 Kilometer östlich der Stadt Darwin im Northern Territory; enthält eine der schönsten und umfangreichsten Sammlungen an Felsmalereien in der Welt, schützt das gesamte Einzugsgebiet des South-Alligator-Flusses und beherbergt Beispiele aller Habitatarten des Top Ends von Australien. |
| (weitere Bilder)                                                          | Great Barrier Reef (Lage)                                                        | 1981 | N   | 154  | Größtes Korallenriff der Erde mit 359 Steinkorallenarten, über 1.500 Fischarten, 1.500 Schwammarten, 5.000 Arten von Weichtieren, 800 Arten von Stachelhäutern, 500 verschiedene Arten von Seetang und 215 Vogelarten |
| (weitere Bilder)                                                          | Seengebiet von Willandra (Lage)                                                  | 1981 | K/N | 167  | Aus dem Tertiär stammendes fossiles Seengebiet, bestehend aus marinen Sedimenten von Kalksand, Mergel und Kalkstein. Die heutigen Sandformationen in diesem Gebiet lassen sich bis ins Pleistozän zurückverfolgen. Die klimatischen Auswirkungen des Wechsels zwischen Eiszeiten und Warmzeiten auf die nicht vereisten Gebiete der Erde lassen sich hier weit zurückverfolgen. Für das Gebiet wurde eine menschliche Besiedelung bereits vor mehr als 40.000 Jahren archäologisch nachgewiesen. |
| Tasmanische Wildnis                                                       | Tasmanische Wildnis (Lage)                                                       | 1982 | K/N | 181  | Umfasst etwa 20 Prozent der Fläche Tasmaniens und beherbergt einen der letzten gemäßigten Regenwälder der Erde. Im Gebiet des Welterbes liegen folgende Nationalparks: Cradle-Mountain-Lake-St.-Clair-Nationalpark, Franklin-Gordon-Wild-Rivers-Nationalpark, Southwest-Nationalpark, Walls-of-Jerusalem-Nationalpark, Hartz-Mountains-Nationalpark, Mole-Creek-Karst-Nationalpark. |
| Lord-Howe-Inselgruppe                                                     | Lord-Howe-Inselgruppe (Lage)                                                     | 1982 | N   | 186  | Inselgruppe, etwa 630 Kilometer vor der Ostküste des australischen Bundesstaates New South Wales gelegen. |
| Gondwana-Regenwälder von Australien                                       | Gondwana-Regenwälder von Australien (Lage)                                       | 1986 | N   | 368  | Mehrere Schutzgebiete im Grenzbereich der beiden ostaustralischen Bundesstaaten New South Wales und Queensland, in denen Schildvulkane liegen und eine große Anzahl seltener und bedrohter Arten des Regenwaldes vorkommt. |
| Nationalpark Uluṟu-Kata Tjuṯa                                             | Nationalpark Uluṟu-Kata Tjuṯa (Lage)                                             | 1987 | K/N | 447  | Teil des Parkes ist der berühmte Inselberg Uluṟu (Ayers Rock) und die 40 Kilometer westlich gelegene Felsformation Kata Tjuṯa (Mount Olga). |
| Wet Tropics of Queensland                                                 | Wet Tropics of Queensland (Lage)                                                 | 1988 | N   | 486  | Naturregion im Nordosten Australiens an der Küste zum Great Barrier Reef. Das Gebiet umfasst hauptsächlich tropische Regenwälder. Die Wet Tropics sind trotz ihrer räumlichen Begrenztheit eines der Gebiete Australiens mit der höchsten Artenvielfalt. |
| Shark Bay, Westaustralien                                                 | Shark Bay, Westaustralien (Lage)                                                 | 1991 | N   | 578  | Meeresbucht an der Westküste Australiens etwa 800 Kilometer nördlich von Perth. Im Hamelin Pool Marine Nature Reserve im Süden der Bucht leben Mikroben, die Stromatolithen bilden, ähnlich den ältesten bekannten Lebensformen der Erde. |
| K’gari                                                                    | K’gari (Lage)                                                                    | 1992 | N   | 630  | Größte Sandinsel der Welt mit einer Vielzahl von Lebensräumen wie Mangrovensümpfe, Buschland und Eukalyptuswälder mit einer entsprechend reichhaltigen Tier- und Pflanzenwelt. |
| Australische Lagerstätten für Säugetierfossilien (Riversleigh/Naracoorte) | Australische Lagerstätten für Säugetierfossilien (Riversleigh/Naracoorte) (Lage) | 1994 | N   | 698  | In Riversleigh und Naracoorte befinden sich wichtige Fundstätten für Fossilien von Säugetieren des Oligozän und Miozän |
| Heard und McDonaldinseln                                                  | Heard und McDonaldinseln (Lage)                                                  | 1997 | N   | 577  | Australisches Naturschutzgebiet im südlichen Indischen Ozean, in dem Robben und Vögel leben, darunter eines von sieben Brutgebieten des Königspinguins. Auf den Inseln gibt es keine fremden Spezies. |
| Macquarie-Insel                                                           | Macquarie-Insel (Lage)                                                           | 1997 | N   | 629  | Zum australischen Bundesstaat Tasmanien gehörende Insel im südlichen Pazifischen Ozean. Höchster Kamm des unter Wasser liegenden Macquarie-Rückens, der durch das Aufeinandertreffen von Australischer und Pazifischer Platte entstanden ist. Auf der Insel finden sich Subantarktische Seebären und eine umfangreiche Vogelwelt, darunter die endemische Macquariescharbe (Phalacrocorax purpurascens) sowie die Augenbrauenente.                                                               |
| Gebiet der Greater Blue Mountains                                         | Gebiet der Greater Blue Mountains (Lage)                                         | 2000 | N   | 917  | Gebirge im australischen Bundesstaat New South Wales, große Artenvielfalt von Eukalyptusbäumen. Umfasst sieben Nationalparks. |
| Nationalpark Purnululu                                                    | Nationalpark Purnululu (Lage)                                                    | 2003 | N   | 1094 | Weltweit singuläre, Bienenkörben ähnliche Sandstein-Gebirgskette (Bungle Bungle) und extrem enge Felsschluchten im Sandstein-Plateau mit Palmenoasen. |
| Königliches Ausstellungsgebäude und Carlton-Gärten                        | Königliches Ausstellungsgebäude und Carlton-Gärten (Lage)                        | 2004 | K   | 1131 | Die Carlton Gardens in Melbourne und das darin liegende Royal Exhibition Building sind ein typisches Beispiel der internationalen Ausstellungsbewegung von 1851 bis 1915. |
| Oper von Sydney                                                           | Oper von Sydney (Lage)                                                           | 2007 | K   | 166  | Die Oper von Sydney ist eines der markantesten Gebäude des 20. Jahrhunderts. Entworfen hat das Gebäude der Däne Jørn Utzon. Die Planungen für das Gebäude begannen Ende der 1940er Jahre, der Baubeginn war 1959. Am 20. Oktober 1973 wurde das Bauwerk durch Königin Elisabeth II. der Öffentlichkeit übergeben. |
| Australische Strafgefangenenlager                                         | Australische Strafgefangenenlager                                                | 2010 | K   | 1306 | Elf Australian Convict Sites sind in der Liste der UNESCO verzeichnet. Es handelt sich um folgende Stätten: Cockatoo Island, Great North Road, Hyde Park Barracks, Old Government House in Parramatta, Kingston and Arthurs Vale Historic Area, Brickendon and Woolmers Estates, Cascades Female Factory, Coal Mines Historic Site, Darlington Probation Station, Port Arthur und Fremantle Prison.                                                                                              |
| Ningaloo-Küste                                                            | Ningaloo-Küste (Lage)                                                            | 2011 | N   | 1369 | Küstenstreifen mit über 250 Kilometer langem Korallenriff an der Westküste Australiens |
| Kulturlandschaft Budj Bim                                                 | Kulturlandschaft Budj Bim (Lage)                                                 | 2019 | K   | 1577 | Budj Bim ist eine indigene Kulturlandschaft, die durch den Ausbruch des gleichnamigen Vulkans entstanden ist. Die Gunditjmara, ein australisches Ureinwohner-Volk, haben hier über sechs Jahrtausende hinweg ein komplexes System von Kanälen, Dämmen und Stauanlagen entwickelt, um die kurzflossige Aalart „Kooyang“ zu fangen und zu lagern. Es handelt sich hierbei um eines der ältesten und größten Aquakultursysteme der Welt. Erfüllte Kriterien für Weltkulturerbe: iii., v.            |
| Kulturlandschaft Murujuga                                                 | Kulturlandschaft Murujuga (Lage)                                                 | 2025 | K   | 1709 | Größte Ansammlung von Felsmalereien der Aborigines. Erfüllte Kriterien für Weltkulturerbe: i., iii., v. |

## Tentativliste
In der Tentativliste sind die Stätten eingetragen, die für eine Nominierung zur Aufnahme in die Welterbeliste vorgesehen sind.
Mit Stand 2025 sind acht Stätten in der Tentativliste von Australien eingetragen, die letzte Eintragung erfolgte im Januar 2025. Die folgende Tabelle listet die Stätten in chronologischer Reihenfolge nach dem Jahr ihrer Aufnahme in die Tentativliste.
| Bild                                                                                   | Bezeichnung                                                                            | Jahr | Typ | Ref. | Beschreibung |
| -------------------------------------------------------------------------------------- | -------------------------------------------------------------------------------------- | ---- | --- | ---- | --- |
| Welterbegebiet Great-Sandy                                                             | Welterbegebiet Great-Sandy (Lage)                                                      | 2010 | N   | 5480 | geplante Erweiterung der Welterbestätte K’gari um Cooloola National Park, Breaksea Spit, Platypus Bay, Great Sandy Strait/Tin Can Bay Ramsar Area und das Wide Bay Military Reserve                                             |
| Welterbegebiet Gondwana-Regenwälder Australiens (Erweiterung der existierenden Stätte) | Welterbegebiet Gondwana-Regenwälder Australiens (Erweiterung der existierenden Stätte) | 2010 | N   | 5541 | Erweiterung der bestehenden Welterbestätte um 689.364 Hektar, darunter der Bunya-Mountains-Nationalpark |
| Flinderskette                                                                          | Flinderskette (Lage)                                                                   | 2021 | N   | 6527 | 7 verschiedene Gebiete innerhalb der Bergkette. Stätte ist für 2027 nominiert. |
| Arbeiter-Versammlungssäle (Australien)                                                 | Arbeiter-Versammlungssäle (Australien)                                                 | 2023 | K   | 6698 | Es handelt sich um einen transnationalen Vorschlag zusammen mit Dänemark und Argentinien. In Australien sind Broken Hill Trades Hall und die Victorian Trades Hall Teil der Nominierung.                                        |
| Die Parramatta Female Factory und der Institutions Precinct                            | Die Parramatta Female Factory und der Institutions Precinct (Lage)                     | 2023 | K   | 6686 | Stätte ist für 2028 nominiert. |
| Kulturlandschaft der Kap-York-Halbinsel                                                | Kulturlandschaft der Kap-York-Halbinsel (Lage)                                         | 2024 | K   | 6775 | |
| Australische Cornish Mining Stätten: Burra und Moonta                                  | Australische Cornish Mining Stätten: Burra und Moonta                                  | 2024 | K   | 6777 | Stätte ist für 2027 nominiert. |
| Viktorianische Goldfelder                                                              | Viktorianische Goldfelder                                                              | 2025 | K   | 6794 | Castlemaine Goldfields und historischer Ort, Creswick und Deep Lead Landschaft, Historische Urbane Landschaft von Bendigo, Historische Landschaft von Great Nuggets, Alpine Bergbaulandschaft Walhalla, Lalgambuk (Mt Franklin) |

### Ehemalige Welterbekandidaten
Diese Stätten standen früher auf der Tentativliste, wurden jedoch wieder zurückgezogen oder von der UNESCO abgelehnt. Stätten, die in anderen Einträgen auf der Tentativliste enthalten oder Bestandteile von Welterbestätten sind, werden hier nicht berücksichtigt.
| Bild | Bezeichnung                                                                                                 | Jahr | Typ | Ref. | Beschreibung |
| --- | --- | ---- | --- | ---- | ------------ |
| Eastern Arid Zone (enthaltend Channel Country, Simpsonwüste und Lake Eyre)                                  | Eastern Arid Zone (enthaltend Channel Country, Simpsonwüste und Lake Eyre)                                  | 1991 | N   | 9990 |              |
| | South West in Western Australia                                                                             | 1991 | N   | 9992 |              |
| Antarctica (Australisches Antarktis-Territorium)                                                            | Antarctica (Australisches Antarktis-Territorium)                                                            | 1991 | N   | 9993 |              |
| Die Alpen und Eukalyptuswälder von Südostaustralien: Australische Alpen und Nationalparks in East Gippsland | Die Alpen und Eukalyptuswälder von Südostaustralien: Australische Alpen und Nationalparks in East Gippsland | 1991 | N   | 9994 |              |
| Nullarbor                                                                                                   | Nullarbor                                                                                                   | 1991 | N   | 9995 |              |